# Devociones marianas

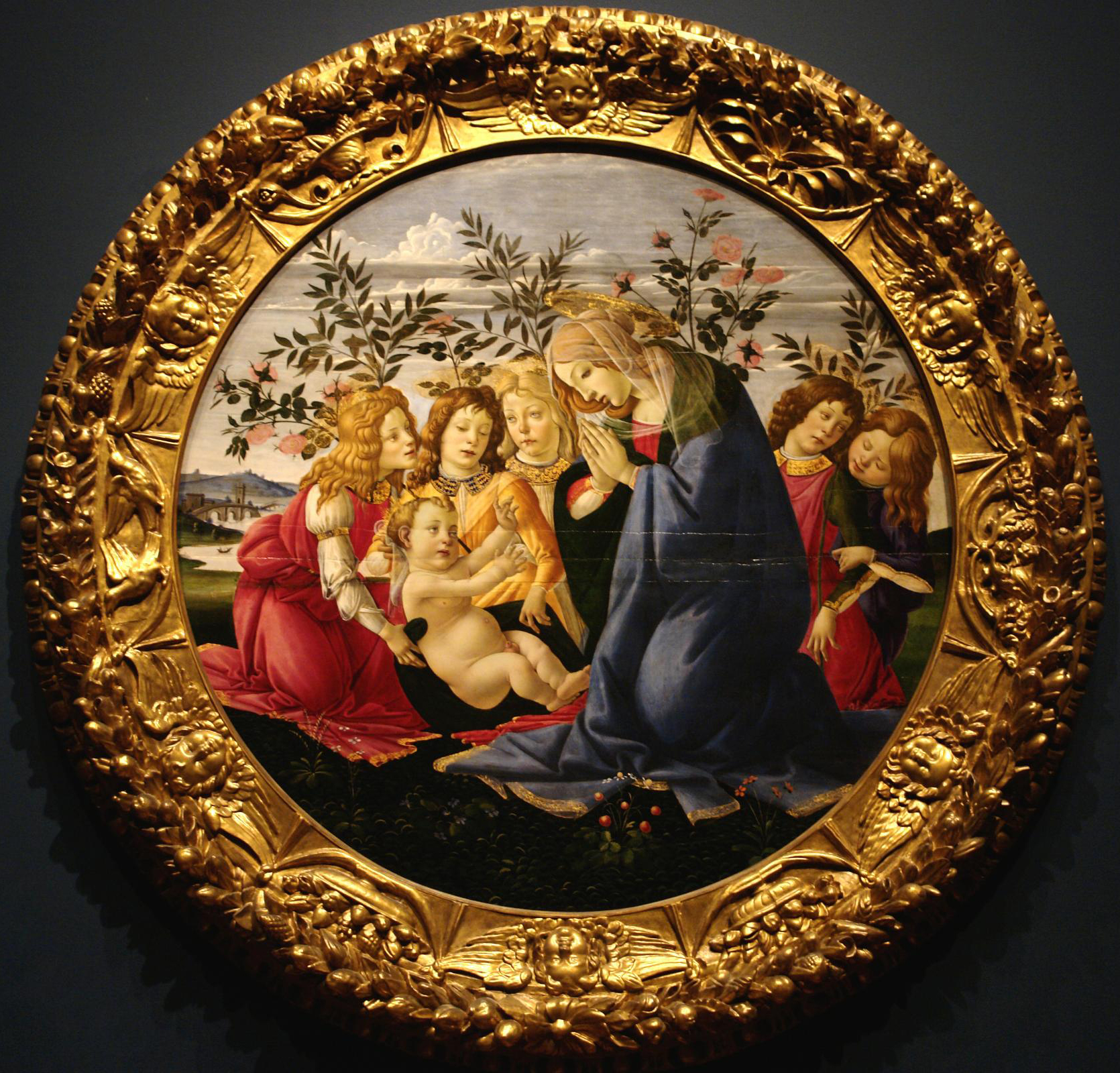
Madonna adorando al Niño con cinco ángeles, Botticelli, c. 1485.

Las devociones marianas son costumbres y prácticas de veneración hacia la Virgen María, que históricamente datan desde Orígenes de Alejandría (184-253), Sub tuum praesidium (250), y motivo de confirmación y resistencia (Nestorio) en el Concilio de Éfeso (431), Gregorio Magno (540-604) el incentivadas. La tradición continuó con traducciones y copias en los siglos IX, X y XI. 
La oración de con el Concilio de Trento, que se desarrolló entre 1545 y 1563, cuando se generó un renacimiento de la vida religiosa en la Iglesia católica. Durante la Reforma protestante, la Iglesia había defendido sus creencias marianas frente a los criterios de los protestantes. Al mismo tiempo, el mundo católico se dedicaba a enfrentarse a las continuas guerras otomanas en Europa desde Turquía, que se libraron y se ganaron "bajo los auspicios de la Virgen María". La victoria en la batalla de Lepanto (1571) fue acreditada a la virgen "y significó el inicio de un fuerte resurgimiento de las devociones marianas, centrándose especialmente en María, la Reina del Cielo y de la Tierra y su poderoso papel como mediadora de muchas gracias". Estas devociones se realizan en el catolicismo, el luteranismo de la alta iglesia, el anglocatolicismo y la ortodoxia oriental, pero generalmente se rechazan en otras denominaciones cristianas.
Tales oraciones devocionales pueden ir acompañadas de peticiones específicas para la intercesión de María con Dios. Existe una significativa diversidad de forma y estructura en las devociones marianas practicadas por los diferentes grupos de cristianos. Las devociones marianas ortodoxas están bien definidas y estrechamente vinculadas a la liturgia, mientras que las prácticas católicas son muy variadas e incluyen oraciones de varios días como novenas, la celebración de coronaciones canónicas concedidas por el Papa, la veneración de iconos en el cristianismo oriental, y actos piadosos que no implican oraciones vocales, como el uso de escapularios o el mantenimiento de un jardín mariano.
El papa Paulo V y el papa Gregorio XV, entre 1617 y 1622, promovieron la creencia de que la Virgen fue concebida sin pecado original, a través de la protección prevista de la gracia de Dios, también conocida como la Inmaculada Concepción. El papa Alejandro VII declaró en 1661 que el alma de María estaba libre de pecado original. El papa Clemente XI ordenó la fiesta de la Inmaculada para toda la Iglesia en 1708. La fiesta del Rosario fue introducida en 1716 y la fiesta de los Siete Dolores en 1727. La oración del Angelus fue fuertemente apoyada por el papa Benedicto XIII en 1724 y por el papa Benedicto XIV en 1742. La piedad popular mariana era aún más colorida y variada que nunca: numerosas peregrinaciones marianas, rezos como la Salve, nuevas letanías marianas, obras de teatro, himnos marianos y procesiones marianas. Las fraternidades marianas tenían millones de miembros.
Las devociones marianas son importantes para las tradiciones católica, ortodoxa, luterana, ortodoxa oriental y anglicana, pero la mayoría de los protestantes no las aceptan, porque creen que tales devociones no se promueven ampliamente en la Biblia (aunque los católicos, ortodoxos y otros que afirman el punto de vista tradicional, reconocen que las Bodas de Caná y otros eventos en la Biblia son evidencia bíblica de la intercesión mariana). Además creen que esta devoción puede distraer la atención de Cristo. Según los practicantes, la devoción a la Virgen María no equivale al culto, que está reservado a Dios. Tanto la tradición católica como la ortodoxa consideran a María como subordinada a Cristo, pero de forma única, ya que se la considera por encima de todas las demás criaturas. En el año 787 el Segundo Concilio de Nicea afirmó una jerarquía de tres niveles: latria, hiperdulia y dulia, que se aplica a Dios, a la Virgen María y luego a los demás santos, respectivamente.

## Catolicismo

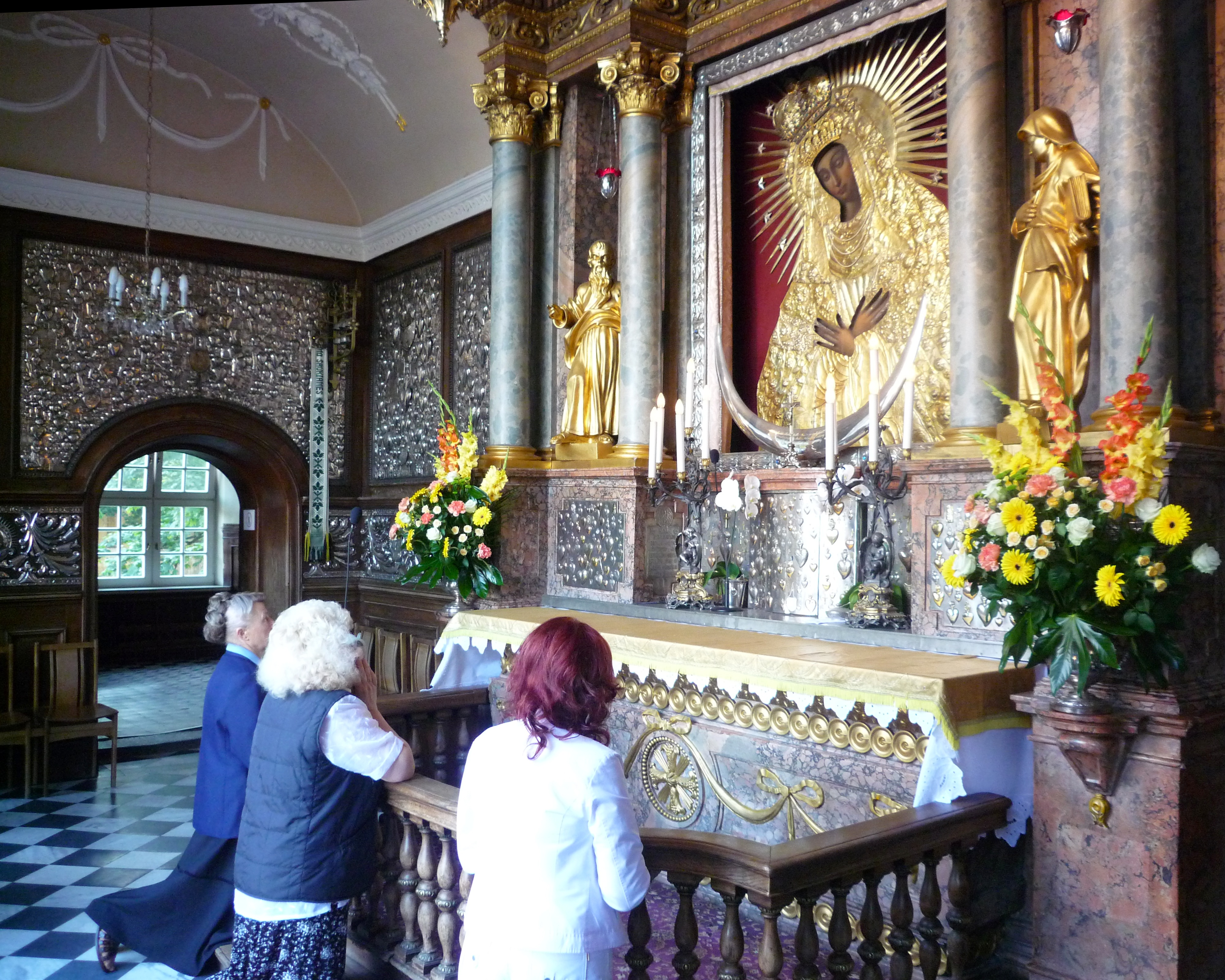
Suplicantes frente a una imagen de Nuestra Señora de la Puerta del Alba, Vilna, Lituania

A nivel popular, desde hace siglos libros como el Tratado de la verdadera devoción a la Santísima Virgen han construido una oleada de devociones marianas entre los católicos, hasta el punto de que decenas de millones de peregrinos visitan los santuarios marianos cada año. La estatua de la Basílica de Nuestra Señora de Zapopan, en México, atrae a más de un millón de peregrinos el 12 de octubre de cada año, cuando la estatua recorre las calles moviéndose de una catedral a otra.
Las devociones marianas pueden tomar una dimensión nacional unificadora, por ejemplo, la devoción a Nuestra Señora de Guadalupe es un símbolo nacional en México, y en 1979 el papa Juan Pablo II puso a México bajo su protección. De forma similar, las devociones nacionales a Nuestra Señora de Šiluva dieron lugar a que Lituania fuera formalmente consagrada a María por el cardenal Sladkevicius y el presidente del Parlamento lituano, en septiembre de 1991.
Las devociones marianas también están asociadas a una serie de creencias entre los católicos que no han sido aprobadas dogmáticamente por la Iglesia, pero que han sido afirmadas por santos y teólogos. Un ejemplo es la creencia de que la devoción a María es un signo de predestinación. San Bernardo en el siglo XII, San Buenaventura en el siglo XIII, y San Alfonso en el siglo XVIII afirmaron esta creencia, y el teólogo del siglo XX Reginald Garrigou-Lagrange, que fue profesor del papa Juan Pablo II, la apoyó con argumentos teológicos modernos sobre los "signos de predestinación".
Tras un siglo de creciente énfasis en las devociones marianas, el Concilio Vaticano II (1962-1965), en Sacrosanctum Concilium, trató de orientar sobre el lugar de la devoción a María en la piedad cristiana:

"Las devociones deben ser elaboradas de tal manera que armonicen con los tiempos litúrgicos, concuerden con la sagrada liturgia, se deriven en cierto modo de ella y conduzcan al pueblo hacia ella, ya que, de hecho, la liturgia, por su propia naturaleza, supera con creces a cualquiera de ellas."

### Tipos de devociones
Las devociones marianas entre los católicos son variadas y tienen diversas dimensiones culturales. Si bien hay muchas devociones conocidas, hay muchas devociones pequeñas, locales y regionales. En el nivel superior, las devociones marianas católicas pueden clasificarse en los siguientes grupos no exclusivos, basados en las características de la devoción.

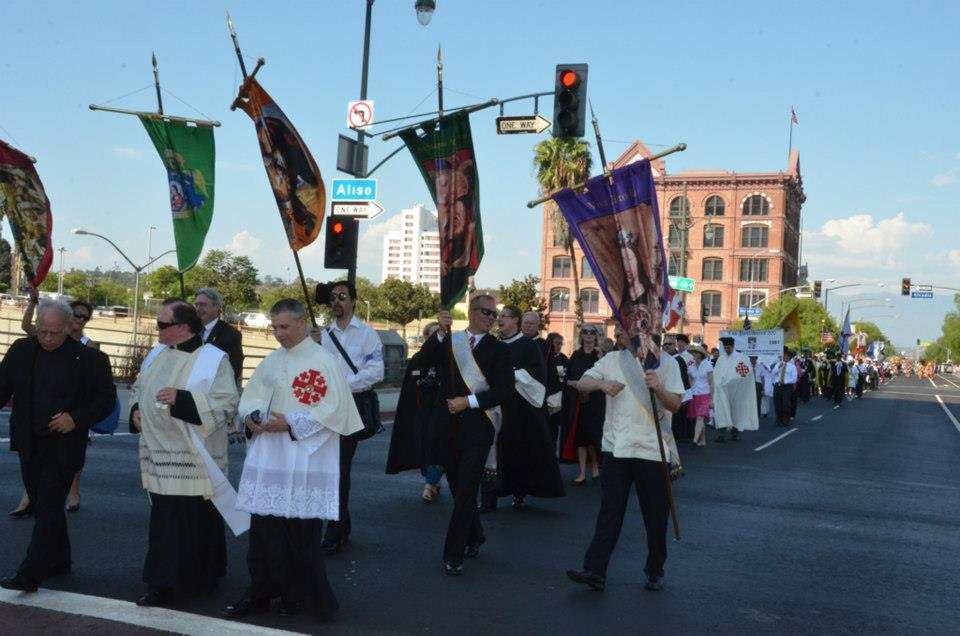
Gran procesión mariana anual por el centro de Los Ángeles, Estados Unidos

#### Otras devociones
Otras devociones se relacionan con episodios particulares de la vida de la Virgen María, como los Siete Dolores de María y las Siete gozos de María. Otras más se han desarrollado a partir de apariciones como las de Nuestra Señora de Guadalupe, Nuestra Señora del Buen Suceso, Nuestra Señora de Lourdes o Nuestra Señora de Fátima. Diversos iconos, imágenes y estatuas de la Virgen se han asociado a informes de sucesos milagrosos como curaciones y han dado lugar a devociones locales y nacionales y a la construcción de santuarios marianos. Algunos ejemplos son Nuestra Señora de Czestochowa en Polonia, y Nuestra Señora de la Puerta del Alba en Lituania. Entre los artículos de devoción, probablemente los más comunes son el escapulario de Nuestra Señora del Monte Carmelo, la Medalla Milagrosa de Nuestra Señora de las Gracias y la Coronilla y Medalla de Nuestra Señora de las Lágrimas.[cita requerida]
Las devociones regionales siguen generando apoyos locales como fiestas y celebraciones. La fiesta de Nuestra Señora de las Gallinas y la fiesta de Nuestra Señora de la Soledad de Porta Vaga, en Filipinas, se celebran desde hace siglos, y sus iconos siguen siendo venerados. Cada año, en torno a Pentecostés, como parte de una devoción mariana local, alrededor de un millón de personas asisten a la Romería de El Rocío en España.
Se dan muchas otras formas de expresión devocional. Por ejemplo, también ha existido la práctica largamente arraigada de dedicar altares laterales en las iglesias católicas, a menudo llamados Capillas de la Señora, a María Santísima.